# Matthias Eisterer
Matthias Eisterer (* 4. Februar 1849 in Heiligeneich; † 15. August 1919) war ein österreichischer katholischer Geistlicher, Redakteur und Reiseschriftsteller. 
Monsignore Eisterer war nacheinander Pfarrer in Kranichberg, Petronell, Wiener Neudorf und der Pfarre Sankt Anton zu Padua in Wien-Favoriten. Darüber hinaus war er Ehrendomherr und Inspektor für den Religionsunterricht. Er verfasste Bücher über Pilgerfahrten nach Palästina und Lourdes, war Redakteur katholischer Zeitschriften (Der Lourdes-Pilger, St. Norbertus-Blatt) und verfasste als Mitglied des Vereins für Landeskunde von Niederösterreich auch historische Beiträge.

## Schriften
- Katholische Volksandachten. Ein Vorbetbuch zum Gebrauch beim öffentlichen heiligen Gottesdienste. Für die oesterreichische Kirchenprovinz zusammengestellt, St.-Norbertus-Druckerei, Wien 1886 (und viele weitere Auflagen)
- Wallfahrtsbüchlein für den Gnadenort Maria Schmolln in Ober-Österreich (Innviertel), St.-Norbertus-Druckerei, Wien, 1896
- Erinnerungsblätter an den zweiten österr. Pilgerzug nach Maria Lourdes 31. August bis 15. September 1896, St.-Norbertus-Druckerei, Wien, 1897
- Erste allgemeine österreichische Pilgerfahrt ins Heilige Land zur Feier des diamantenen Priester-Jubiläums Sr. Heiligkeit Papst Leo XIII. und des goldenen Regierungs-Jubiläums Sr. Apost. Majestät Kaiser Franz Josef I., 12. April bis 16. Mai 1898, Selbstverlag des Pilgerzug-Comités, Wien, 1898
- Redakteur von: Der Lourdes-Pilger. Monatsschrift enthaltend Berichte über die Pilgerungen zu dem Weltheiligtume am Massabiellenfelsen, über die wunderbaren Vorgänge, Heilungen, Erhörungen an der Grotte, St. Paulus, Berlin, bzw. Lutz, Lindau, 1899–1902
- Regesten zur Geschichte der Pfarre Deinzendorf. in: Wiener Diöcesanblatt Nr. 20–23.
- Neue Pfarrkirche des hl. Anton v. Padua in Wien, X., Favoriten, Selbstverlag des Verfassers, Wien, 1901
- Redakteur von: St. Norbertus-Blatt. Zeitschrift zur Förderung katholischen Lebens, zugleich Organ der eucharistischen und caritativen Vereine, Bruderschaften und Werke in Oesterreich, Wien.